# Deutscher Dachverband für Historisches Fechten
Der Deutsche Dachverband für Historisches Fechten e. V. (DDHF) ist ein Verband mit dem Ziel, die Historischen europäischen Kampfkünste zu pflegen und zu verbreiten. Er dient als gemeinsame Vertretung seiner nationalen Mitglieder, auf internationaler Ebene im Verband International Federation for Historical European Martial Arts (IFHEMA).
Der DDHF wurde 2014 in Melsungen gegründet und hat seinen Sitz in Kassel.

## Struktur des Verbands
Der DDHF besteht im August 2025 aus 97 Mitgliedsgruppen (Schulen, Vereinen, Interessensgemeinschaften oder Museen) mit über 4100 Einzelpersonen die in 121 Standorten in Deutschland trainieren und forschen.
Geleitet wird der DDHF durch ein achtköpfiges Präsidium. Das höchste Organ des Verbandes ist die jährlich stattfindende Mitgliederversammlung.

## Sport und Forschung
Der DDHF ist der einzige Sportverband Deutschlands, der explizit die Förderung der Forschung als zweiten gleichberechtigten Zweck in die Satzung mit aufgenommen hat. Der Grund dafür ist, dass es sich bei den Disziplinen des Historischen Fechtens um in Vergessenheit geratene Kampfkünste handelt, die anhand überlieferter Fechtbücher und Manuskripte rekonstruiert werden müssen. Von einer Förderung der Geschichts- und Sprachforschung zu Themen des Historischen Fechtens erhofft der Verband sich besserer Ergebnisse bei der Interpretation der alten Quellen. 

## Aufgaben und Ziele des Verbands
Der Zweck des DDHF ist die Pflege und Förderung des Historischen Fechtens. Dabei wird das Historische Fechten wie folgt definiert:
"Das Historische Fechten beschäftigt sich mit der quellennahen Rekonstruktion von europäischen Kampfkünsten, deren Tradition unterbrochen oder geschwächt war und für die es eine wissenschaftlich verwertbare Quellenlage gibt. Dazu zählen insbesondere Künste, deren Quellen vor 1918 veröffentlicht wurden."
Die Aufgaben des Verbands beinhalten unter anderem
- die Verbreitung des Historischen Fechtens als Sport und Kulturgut in Theorie und Praxis;
- die Erarbeitung und Förderung von Konzepten zur Weiterentwicklung des Historischen Fechtens;
- die planmäßige Schulung und Weiterbildung von Trainierenden, Trainer/-innen, Übungsleiter/-innen, Kampfrichter/-innen und Funktionär/-innen und die Entwicklung von Ausbildungsstandards;
- die Vertretung des Historischen Fechtens im gemeinsamen Interesse der Mitglieder;
- die Förderung einer positiven öffentlichen Wahrnehmung des Historischen Fechtens;
- die Förderung eines geregelten Sportbetriebes;
- die Mitwirkung und Teilnahme am nationalen und internationalen Sportbetrieb und die Ausrichtung entsprechender Sportveranstaltungen.